# Stawek (powiat ostrowski)
Stawek – osada leśna w Polsce, w województwie mazowieckim, w powiecie ostrowskim, w gminie Ostrów Mazowiecka.